# Nick Martin (giocatore di football americano 1993)
Nick Martin (Indianapolis, 29 aprile 1993) è un ex giocatore di football americano statunitense che ha militato nel ruolo di centro nella National Football League (NFL).

## Carriera

### Houston Texans
Al college, Martin giocò a football a Notre Dame dal 2011 al 2015, divenendo titolare a partire dal 2013. Fu scelto nel corso del secondo giro (50º assoluto) del Draft NFL 2016 dagli Houston Texans.

## Vita privata
Il fratello di Martin, Zack, ha giocato come offensive guard nei Dallas Cowboys.